# Wilhelm Schäfer (Pädagoge)
Wilhelm Schäfer (* 3. September 1881 in Niefernheim (Pfalz); † 8. März 1968 in Friedberg (Hessen)) war ein deutscher Pädagoge.

## Werdegang
1901/02 studierte Wilhelm Schäfer zwei Semester in Darmstadt, von 1902 bis 1905 sechs Semester in Gießen Mathematik, Physik sowie Geographie. Er legte seine Doktorprüfung im August 1904 und die Prüfung für das höhere Lehrfach im August 1905 ab. Nach zwei Jahren als Lehramtsassessor am Lehrerseminar Friedberg wurde er 1907 zum Oberlehrer ernannt. Von Mai 1916 bis Dezember 1918 leistete er seinen Militärdienst ab und wurde am 24. Mai 1918 mit dem Eisernen Kreuz II. Klasse ausgezeichnet. Schon am 1. Oktober 1916 war ihm der Titel „Professor“ verliehen worden. Bis 1922 hatte er eine Stelle als Studienrat am Lehrerseminar Friedberg inne.
Nach seiner Wahl durch den Friedberger Stadtrat übernahm Wilhelm Schäfer im Oktober 1922 als Direktor die Leitung des Polytechnikums Friedberg. Trotz seiner Leitungsfunktion unterrichtete er in den Fächern Mathematik und Physik. Am 29. Oktober 1926 fand die akademische Feier anlässlich des 25-jährigen Bestehens des Polytechnikums Friedberg statt. Direktor Schäfer verteidigte in seiner Festrede die akademische Form des Unterrichts, die von jeher am Polytechnikum Friedberg praktiziert worden sei. Im Wesentlichen bestünde die akademische Form des Unterrichts in der Lehrfreiheit der Dozenten und in der Lernfreiheit der Studenten, die jedoch bewusst als Erziehungsmittel gewählt worden sei: „Wenn man junge Leute von über 18 Jahren noch nicht auf sich selber stellen kann, wie lange sollen sie eigentlich noch am Gängelband geführt werden? Und wenn die Reife der gleichaltrigen Universitätsstudenten auf Grund ihres Maturums höher bewertet wird, so sollte man andererseits die Reife, zu der die praktische Tätigkeit im Arbeitskittel führt, nicht zu gering anschlagen“.
Der Friedberger Bürgermeister Seyd erhielt von Direktor Schäfer am 28. April 1933 eine besondere Nachricht. Darin wurde der Wunsch geäußert, der Lehranstalt künftig den Namen des Führers und Reichskanzlers Adolf Hitler geben zu wollen. Diesem Ansinnen folgend sandte Seyd am 29. April 1933 ein Telegramm an die Berliner Reichskanzlei. Am 1. Mai 1933 fand eine akademische Feier im Friedberger Kasinosaal statt. Im Beisein der Dozentenschaft und der Mitglieder des Kuratoriums sprach Direktor Schäfer in einer pathetischen Ansprache davon, dass eine mächtige nationale Bewegung das deutsche Volk ergriffen habe. Ein neuer Führer sei erstanden, der die Grundsätze „Wahrhaftigkeit“ und „Wehrhaftigkeit“ aufgestellt habe, um so den wahren deutschen Geist zu schaffen. In Führertum und Disziplin sei der Geist der neuen Zeit zu erkennen. Am 4. Mai 1933 unterrichtete Seyd den Stadtrat, dass bei der Reichskanzlei in Berlin um Erlaubnis hinsichtlich einer Umbenennung des Polytechnikums nachgefragt worden sei und dass das Einverständnis des hessischen Staatspräsidenten Ferdinand Werner bereits vorliege. Am 5. Mai 1933 stimmte die Berliner Reichskanzlei im Auftrag des Reichskanzlers dem Wunsch nach einer Namensänderung zu. Adolf Hitler ließ für die ihm erwiesene Ehrung seinen verbindlichsten Dank übermitteln. Am 22. Juni 1933 erfolgte im Rahmen eines Festakts die offizielle Umbenennung des Städtischen Friedberger Polytechnikums in „Adolf Hitler-Polytechnikum“.
Am 18. September 1933 versetzte der hessische Reichsstatthalter, Jakob Sprenger, den Dozenten Wilhelm Friedmann auf der Grundlage des § 3 des „Gesetzes zur Wiederherstellung des Berufsbeamtentums“ mit Wirkung zum 1. Januar 1934 wegen nichtarischer Abstammung vorzeitig und zwangsweise in den Ruhestand. Entgegen den fünf Grundidealen der Freimaurerei setzte sich Schäfer nicht für seinen langjährigen Polytechnikum-Kollegen Wilhelm Friedmann ein.
Trotz seiner im Jahr 1933 eingenommenen opportunistischen Haltung sollte jedoch auch Schäfer in eigener Person die Macht der Nationalsozialisten verspüren. Im Oktober 1933 musste Schäfer in den Staatsdienst zurückkehren, da ihm eine Stelle als Studienrat an der Friedberger Aufbauschule zugewiesen wurde. Sein Abschied vom Adolf Hitler-Polytechnikum erfolgte, trotz seiner dem Zeitgeist huldigenden Bemühungen in der Umbenennungsfrage, nicht freiwillig. Während einer Sitzung des Kuratoriums des Polytechnikums gab er zu Protokoll: „Auf Grund der Erfahrungen des letzten Semesters habe ich die Überzeugung gewonnen, daß an der Spitze der Anstalt ein eingeschriebenes Mitglied der Nationalsozialistischen Deutschen Arbeiterpartei stehen muss. Wenn ich von dem Polytechnikum scheide, so scheide ich zweifellos mit Wehmut im Herzen“. Da in den letzten Jahren vor 1933 wiederholt Zusammenstöße zwischen Direktor Schäfer und dem Nationalsozialistischen Deutschen Studentenbund erfolgt waren, hatte eine Friedberger NSDStB-Abordnung beim damaligen Ministerialrat Friedrich Ringshausen auf die Ablösung Schäfers gedrängt. Der Vorwurf der NSDStB-Vertreter lautete, dass Direktor Schäfer die NSDStB-Werbung unter den Studierenden behindert und den NSDStB bekämpft habe. Diese studentischen Meinungen bestätigten Ringshausens Auffassung, dass Schäfer wegen politischer Unzuverlässigkeit als Polytechnikums-Direktor nicht tragbar sei. Ringshausen wusste, dass Schäfer in den 1920er-Jahren Mitglied der Deutschen Demokratischen Partei gewesen war und seit 1921 der Freimaurerloge „Ludwig zu den drei Sternen“ in Friedberg angehörte. Nachdem Schäfer von den neuen Machthabern aus dem Amt gedrängt worden war, konnte er eine ähnlich führende berufliche Funktion erst nach dem Ende des Zweiten Weltkriegs wahrnehmen.
Im Juli 1945 wurde Schäfer zum kommissarischen Leiter der Friedberger Aufbauschule bestellt. Im Jahr 1947 ernannte der hessische Ministerpräsident Christian Stock Wilhelm Schäfer zum Oberstudiendirektor und bestätigte ihn damit als planmäßigen Schulleiter. In diesem Jahr initiierte Wilhelm Schäfer die Wiedereinsetzung der Friedberger Loge. Nach seiner Versetzung in den Ruhestand am 1. Januar 1949 lebte Schäfer bis zu seinem Tode am 8. März 1968 in Friedberg (Hessen).